# IchundIch
IchundIch (auch: Ich und Ich) ist eine Tragödie in sechs Akten von Else Lasker-Schüler, die vermutlich 1940 entworfen wurde und im Winter auf das Jahr 1941 in Jerusalem geschrieben wurde. Das Fragment aus dem Nachlass der Autorin wurde am 10. November 1979 von Michael Gruner in Düsseldorf uraufgeführt. Margarete Kupper gab das Schauspiel ein Jahr darauf im Kösel-Verlag in Buchform heraus. Henri-Alexis Baatsch übertrug dieses letzte Bühnenstück der Autorin 1990 ins Französische, Virginia Bezzola 1992 ins Italienische und Jane Curtis 2005 ins Englische.

## Hintergrund
Ihre letzten sechs Lebensjahre – vom Frühjahr 1939 bis zum 22. Januar 1945 – verbrachte die Dichterin im palästinensischen Exil. Die „Verzweiflung über die Abwesenheit Gottes“ brachte die Autorin auf die Idee, sich mit dem Bösen zu identifizieren.

## Inhalt

### Überblick
Ort der Handlung ist Jerusalem – im letzten Akt der Garten eines Augenarztes und sonst die Hölle; genauer, der Höllengrund nahe beim Jerusalemer Davidsturm. Über die ersten fünf Akte hinweg wird die tiefer greifende Dialogführung hauptsächlich von Mephisto und Dr. Faust in Anlehnung an Goethe bestritten.
Im ersten Akt gibt „die Dichterin der Tragödie“ – als Else Lasker-Schüler gut vorstellbar – dem Zuschauer als dramatis persona Fingerzeige zum Verständnis des titelgebenden IchundIch. Es handelt sich – für die Aufführdauer der Tragödie nur – um eine Ichspaltung der Dichterin in „Tugenden und Sünden“. „Das eigentliche Spiel beginnt.“
Im zweiten Akt treten von Schirach, Goebbels, Heß und Göring im Höllenpalast auf. Göring und Heß machen den Besuchsgrund der Nazis in der Hölle klar; bitten um Petroleum für Deutschland. Mephisto geht auf den „Wirtschaftspakt“ ein und fordert im Gegenzug ein „Städtchen an der Eifel“.
Im dritten Akt möchte die schwerhörige Frau Marthe Schwerdtlein liebend gerne mit Goebbels anbandeln.
Faust fragt im vierten Akt den Teufel – also Mephisto – ein wenig unsicher, ob er den „Störenfried aus Braunau“ holen könne. Der Teufel meint, das könne er schon. Nazisoldaten, Ley und Göring marschieren in die Hölle ein; versinken mit einem „Heil Hitler!“ in der Lava.
Göring taucht im fünften Akt noch einmal auf und hat eine letzte Kontroverse mit Goebbels. Als weitere „Naziheere“ nahen, will Faust die deutschen Landsleute vor der die Besucher verschlingenden Lava warnen, wird jedoch von Mephisto daran gehindert. So erscheint Hitler in Begleitung von Ribbentrop, Himmler sowie Rosenberg. Die Nazis werden allesamt zum Teufel gejagt; also, sie sterben in zischender, brodelnder, qualmender Lava. Nach getaner Arbeit – alle Besucher sind gestorben – deutet Mephisto als väterlicher Freund dem staunenden Doktor Faust das Wunder seiner Unsterblichkeit via geteiltes Ich –
„...durch das wiederum Entfalten
Des IchundIch
Komm ich geklärt und pfingstgeläutert ich zu mir!“
Das Publikum im Parkett, so Mephisto, möge sich daran ein Beispiel nehmen.
Faust, der gerne moralisiert, fügt schließlich eine dritte Deutung des Werktitels hinzu. Demnach repräsentiert wohl er die Tugenden und sein Widerpart die Sünden: „Uns beide – stillvereint im Leibe: IchundIch.“

### Nebendinge
Max Reinhardt tritt als Regisseur des Stücks auf. Aribert Wäscher und Karl Hannemann spielen Hauptrollen. Marinus van der Lubbe streicht irrsinnig trällernd zwischen den Kulissen einher.
Der Baal, die biblischen Könige Saul, David und Salomo erscheinen auf der Bühne, tragen aber keine wesentliche Handlung. Höchstens der Baal spielt eine Nebenrolle, als es gilt, Hitler in die todbringende Lava zu locken.
Else Lasker-Schüler kann langjährige Theaterpraxis nicht abgesprochen werden. Ein Attentäter – Herschel Grynszpan und sogar eine dreiköpfige Komikertruppe dürfen nicht fehlen – die Ritz Brothers.

## Andere Premieren
- 8. Dezember 1979: Hermann Kleinselbeck, Wuppertaler Bühnen,
- 1990: Michael Gruner, Staatstheater Stuttgart,
- Manuel Harder inszenierte am Theater Dortmund, Spielzeit 2004/2005
- Andreas Schäfer führte in Solingen und Wuppertal Regie.
- 6. Juli 2019[12]: Schauspiel Wuppertal (Wuppertaler Bühnen), Inszenierung Dedi Baron, in den Riedel-Hallen zum 150. Jubiläum Else Lasker-Schülers.[13]
- 3. November 2019 (Uraufführung): Staatsoper Hamburg, Oper IchundIch, komponiert von Johannes Harneit, inszeniert von Christian von Treskow

## Rezeption
- 20. Juli 1941[14]: Erich Gottgetreu: „Mitte Juli 1941 las sie [Else Lasker-Schüler] das praktisch unaufführbare Werk zum ersten Mal im Berger-Club in Jerusalem einem von ihr persönlich eingeladenen Freundeskreis vor.“[15]
- 1958 Bonn: Karl Josef Höltgen in seiner Dissertation über Else Lasker-Schülers Lyrik: In IchundIch wolle die Autorin sowohl das Rätsel des eigenen Ich ergründen und die Zeitgeschichte deuten.[16]
- Februar 1960: Hans Rudolf Hilty sieht Parallelen zu Frischs Chinesischer Mauer.[17]
- 1961: Herman Meyer geht auf die Zitatklitterung ein.[18]
- 1962: Otto Köhler in den Frankfurter Heften: Die zwei Ichs Mephisto und Faust stünden für Macht und Geist.[19]
- 1969: Zum Fragmentcharakter des Stücks bemerkt Heinz Thiel, die Autorin hätte die Unzulänglichkeiten sicher noch ausgemerzt.[20] Mephisto und Faust stünden im Sinne eines Dualismus für die zwei Seiten einer Medaille.[21]
- 1980: Margarete Kupper: „Die erste Lektüre des Schauspiels hinterläßt den Eindruck eines kaleidoskopartigen Bildes aus heterogenen Elementen.“ Das „Chaos“ bestehe jedoch „aus einem kunstvoll gefügten Grundmuster“.[22] Außer der Dialogpaarung Faust-Mephisto ist noch die Paarbildung Dichterin-Vogelscheuche aus dem letzten Akt betrachtenswert.[23] Thiel interpretiert die Vogelscheuche als sterbliche Hülle, die nach dem Tod der Dichterin am Ende des Stücks übrigbleibt.[24] Das Paar Mephisto-Goebbels gehöre des Pferdefußes wegen auch noch dazu.[25] Kupper meint, Faust und Mephisto seine keine Gegenspieler im Sinne von Protagonist und Antagonist.[26] Vorbild für den „spaltbaren“ Menschen könnte auch Adam Qadmon gewesen sein.

Neuere Äußerungen
- Für Feßmann[27] ist Mephisto die Hauptfigur. Wenn das Geschehen grotesk wird, ist das eine Notlösung der Autorin.
- Bauschinger erkennt in Mephisto mühelos das Sprachrohr der Autorin[28] und charakterisiert kurz die Zeichnung der Nazis, die sich – zerstritten – nur in einem einig sind: ihrem Antisemitismus. „Faust, der sentimentale ‚Dichtersohn‘ der Deutschen“, kommt nicht gut weg.[29]

### Textausgaben
Erstausgabe
- Else Lasker-Schüler: Ichundich. Eine theatralische Tragödie. Herausgegeben und mit einem Nachwort versehen von Margarete Kupper. 118 Seiten. Kösel, München 1980, ISBN 3-466-10061-5

Andere Ausgaben
- IchundIch. Eine theatralische Tragödie in sechs Akten, einem Vor- und einem Nachspiel und dem Nachwort von Margarete Kupper aus dem Jahr 1980 (S. 227–300 und S. 301–343) in: Else Lasker-Schüler: Die Wupper und andere Dramen. dtv 10647, München 1986, ISBN 3-423-10647-6 (verwendete Ausgabe)
- Else Lasker-Schüler: IchundIch. Herausgegeben von Karl Jürgen Skrodzki und Kevin Vennemann. Jüdischer Verlag, Frankfurt am Main 2009. ISBN 978-3-633-54241-3

### Sekundärliteratur
- Margarete Kupper: „Die Weltanschauung Else Lasker-Schülers in ihren poetischen Selbstzeugnissen.“ Diss. Würzburg 1963
- Dieter Bänsch: Else Lasker-Schüler. Zur Kritik eines etablierten Bildes. Diss. Universität Marburg 1969. 271 Seiten
- Herman Meyer: Das Zitat in der Erzählkunst. Fischer-Taschenbuch-Verlag, Frankfurt am Main 1988, ISBN 3-596-26883-4
- Meike Feßmann: Spielfiguren. Die Ich-Figurationen Else Lasker-Schülers als Spiel mit der Autorrolle. Ein Beitrag zur Poetologie des modernen Autors. (Diss. FU Berlin 1991) M & P, Verlag für Wissenschaft und Forschung, Stuttgart 1992, ISBN 3-476-45019-8 (Lizenzgeber: Metzler, Stuttgart 1992)
- Sigrid Bauschinger: Else Lasker-Schüler. Biographie. suhrkamp taschenbuch 3777, Suhrkamp Taschenbuch Verlag, Frankfurt am Main 2006 (Lizenzgeber: Wallstein, Göttingen 2004), ISBN 3-518-45777-2